# Partea poetului

Partea poetului este o operă literară scrisă de Ion Luca Caragiale.